# 北畠親顕
北畠 親顕（きたばたけ ちかあき、慶長8年9月28日（1603年11月1日） - 寛永7年8月3日（1630年9月9日））は、江戸時代初期の公家。権中納言・中院通勝の次男。官位は正四位下・参議。

## 経歴
慶長12年（1607年）従五位下に叙爵。慶長17年（1612年）元服して、天正10年（1582年）北畠信意（織田信雄）の織田氏への復姓後に途絶えていた北畠家の名跡を継承し、従五位上・侍従に叙任される。
慶長20年（1615年）正五位下・左近衛少将に叙任されると、元和5年（1619年）従四位下、元和8年（1622年）従四位上・左近衛権中将、寛永3年（1626年）正四位下と近衛次将を務めながら昇進。寛永4年（1627年）参議に任ぜられ公卿に列した。
寛永7年（1630年）8月3日薨去。享年28。親顕が嗣子なく没したため、再び北畠家は断絶した。

## 官歴
『諸家伝』による。
- 慶長12年（1607年） 正月6日：叙爵（従五位下）
- 慶長17年（1612年） 12月28日：元服、昇殿、従五位上、侍従
- 慶長20年（1615年） 正月5日：正五位下。正月11日：左近衛少将
- 元和5年（1619年） 12月25日：従四位下
- 元和8年（1622年） 正月5日：従四位上。正月13日：左近衛権中将
- 寛永3年（1626年） 8月13日：正四位下
- 寛永4年（1627年） 9月24日：参議、中将如元
- 寛永7年（1630年） 8月3日：薨去